# Erich (Índia)
Erich é uma cidade e uma nagar panchayat no distrito de Jhansi, no estado indiano de Uttar Pradesh.

## Demografia
Segundo o censo de 2001, Erich tinha uma população de 8523 habitantes. Os indivíduos do sexo masculino constituem 53% da população e os do sexo feminino 47%. Erich tem uma taxa de literacia de 51%, inferior à média nacional de 59.5%: a literacia no sexo masculino é de 63% e no sexo feminino é de 37%. Em Erich, 17% da população está abaixo dos 6 anos de idade.